# Mur Jersey

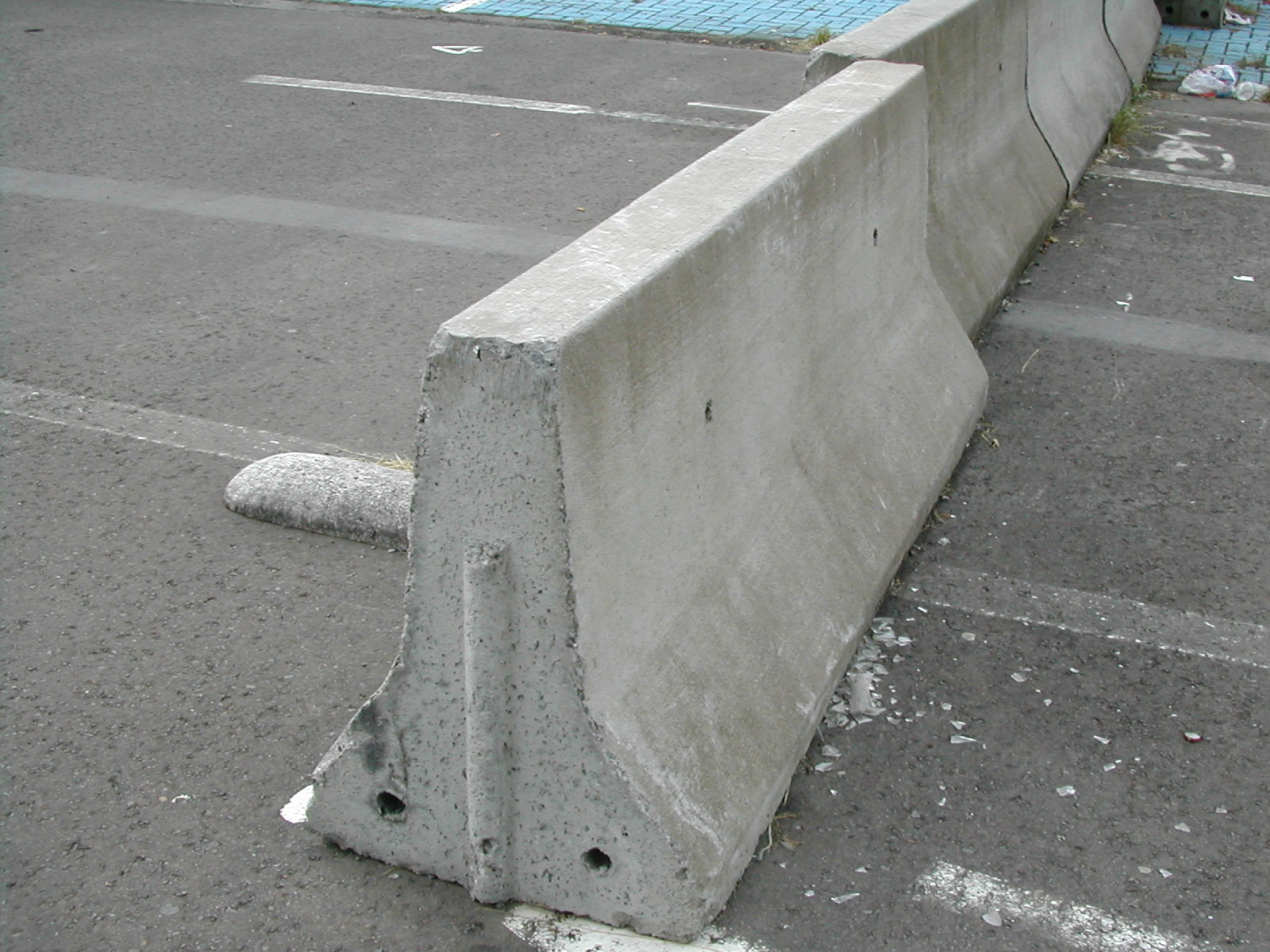
Mur Jersey.

Aux États-Unis, un mur Jersey ou barrière Jersey (Jersey wall ou Jersey barrier) est un type de dispositif routier de retenue en béton utilisé pour séparer des voies de circulation. Il est conçu pour minimiser les dommages au véhicule en cas de contact accidentel, tout en empêchant sa traversée en cas de collision frontale, agissant comme une glissière de sécurité. La barrière Jersey est nommée ainsi car l'état du New Jersey a été le premier à introduire ce type de dispositif.
Les murs Jersey servent aussi de barrières de sécurité ou de protections temporaires contre les attaques suicides.
Ces séparateurs modulaires de voies en béton sont parfois remplacés par un dispositif plus léger, le séparateur de voies en polyéthylène, sorte de plot rectangulaire alternativement rouge et blanc.

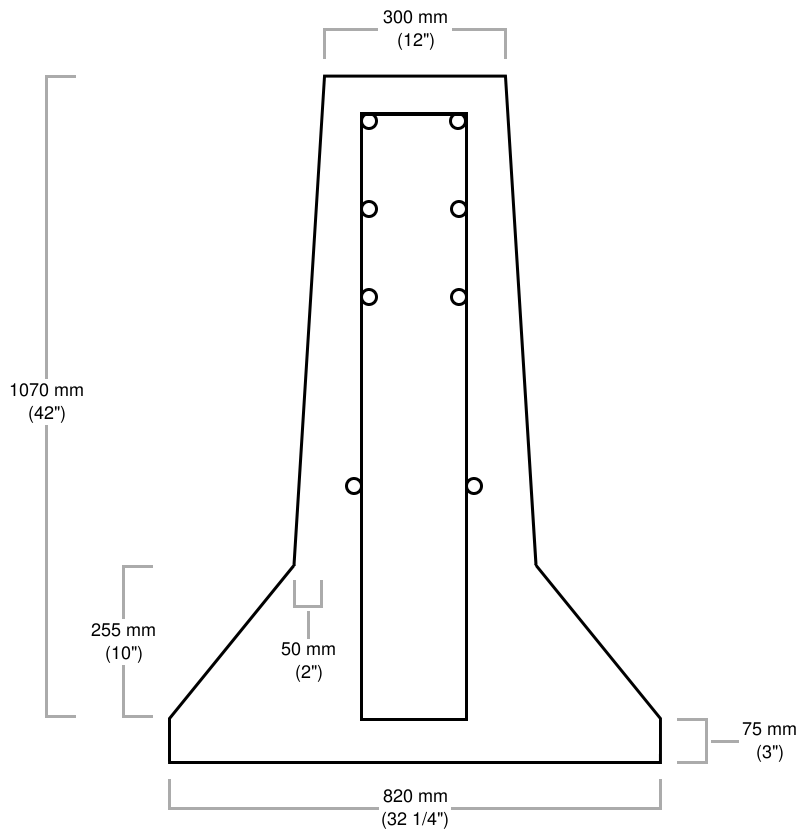
Coupe d'un mur Jersey.
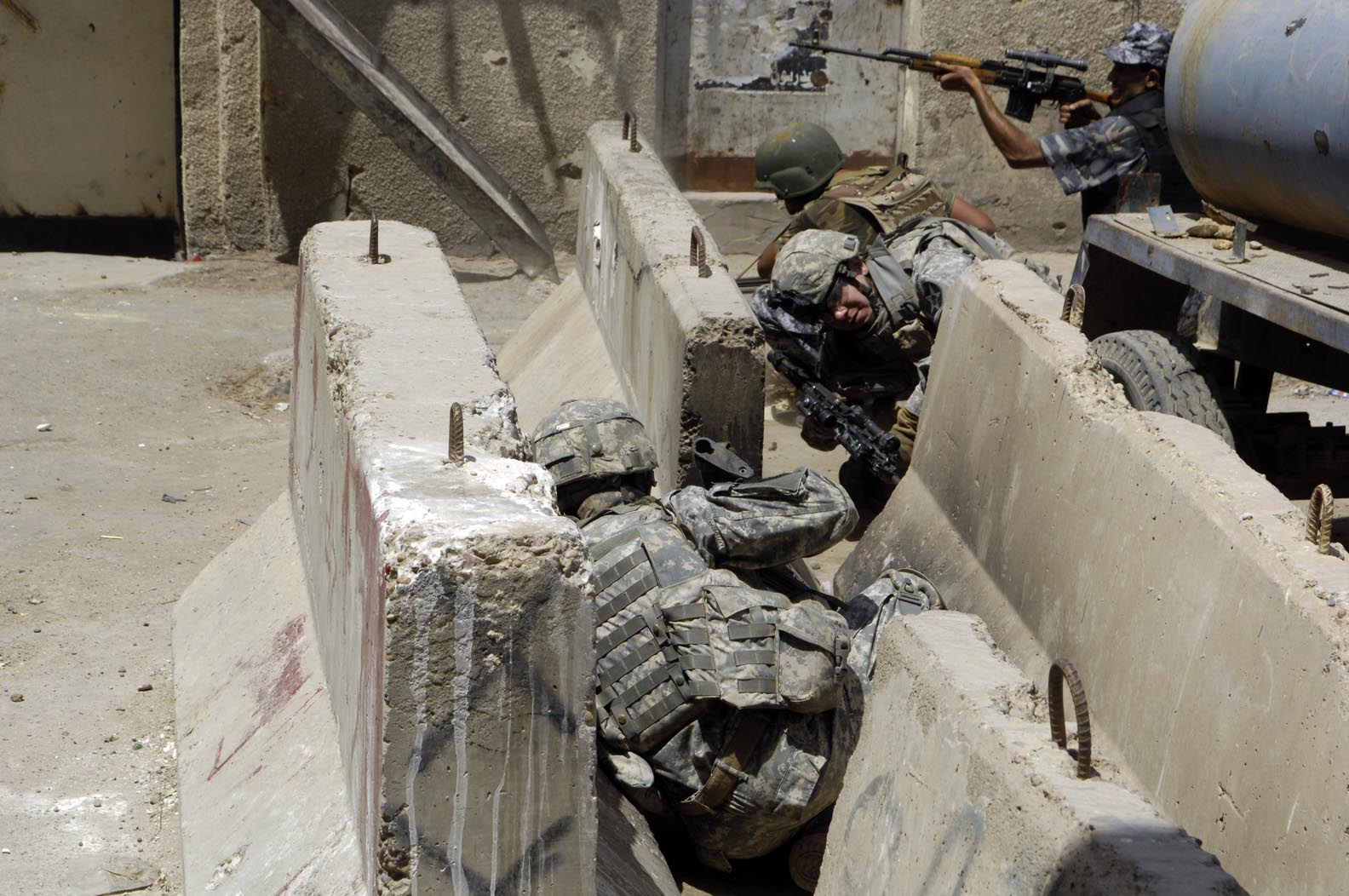
Soldats se protégeant derrière des murs Jersey à Bagdad.
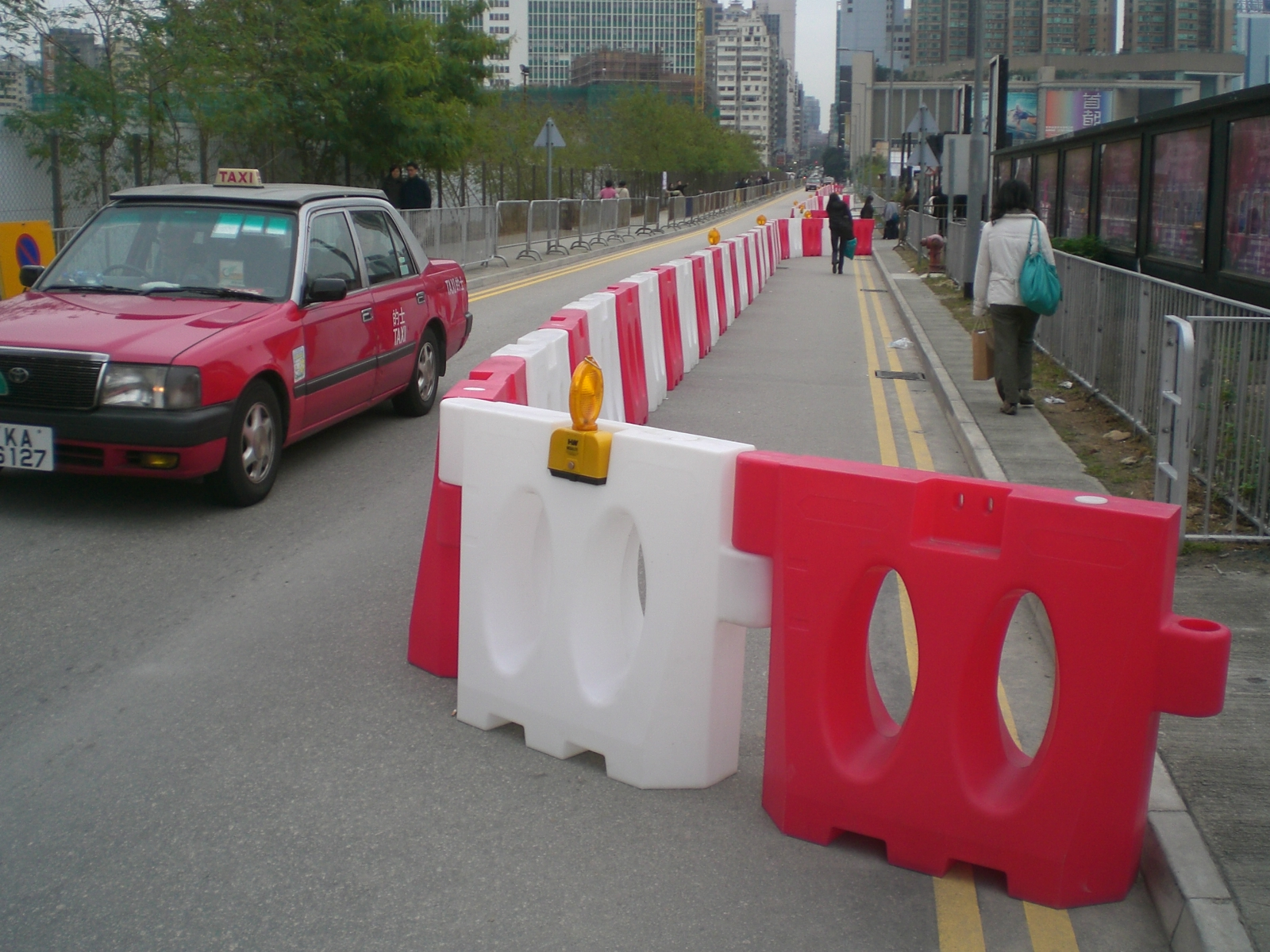
Séparateur de voies